# Quivicán
Quivicán es uno de los 11 municipios de la nueva Provincia de Mayabeque, Cuba. Hasta 2010 perteneció a la extinta Provincia de La Habana. A la vez, Quivicán es el nombre que recibe la cabecera del municipio al que también pertenecen los poblados de La Salud (antes de 1976, municipio), San Felipe, Santa Mónica, Güiro Boñigal, El Cristo, Pablo Noriega, entre otros trece asentamientos rurales de menor densidad poblacional, estos son San Agustín, Aguacate, Manuel Fajardo, CPA 17 de mayo, CPA 26 de julio, La Chapa, La Estrella, Güiro Marrero, Paradero, Villarreal, el 19 de abril y parte de Buenaventura.
Quivicán, fundado en 1700, es considerado como uno de los veinte pueblos más antiguos de toda Cuba. También es conocido por ser el lugar de nacimiento de célebres músicos como Bebo Valdés y Roldán González (fundador y vocalista del grupo Orishas)

## Ubicación territorial

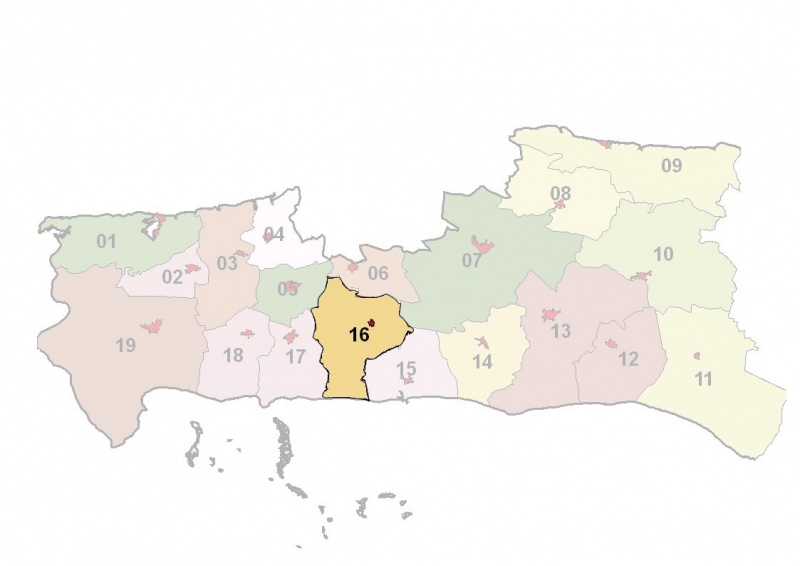
Ubicación del Municipio en la antigua Provincia de La Habana.

Ubicado específicamente en los 82,5 grados de longitud oeste y 23,2 de latitud norte, su extensión territorial limita al norte con Bejucal, al este con San José de las Lajas, al sur con Batabanó y el Mar de las Antillas, al oeste con San Antonio de los Baños y Güira de Melena.
Su territorio es predominantemente llano por estar asentado en la llanura cársica-meridional sur Habana-Matanzas.

## Reseña histórica

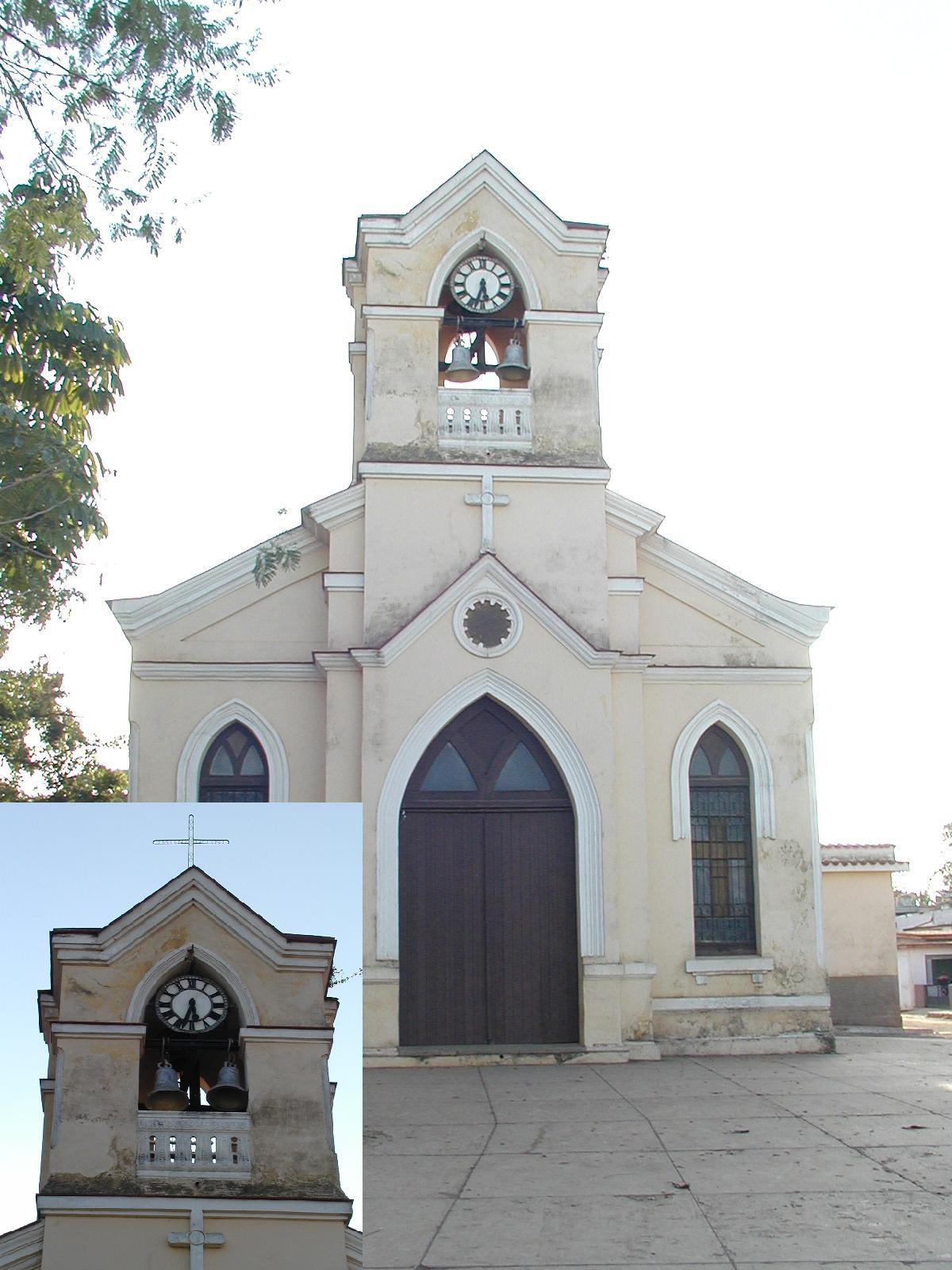
Iglesia Parroquial San Pedro Apóstol.

Sus primeras referencias históricas se remontan al siglo XVI, específicamente el 2-9-1569, según consta en los documentos del Ayuntamiento de La Habana, se le concedió a Don Jerónimo Vaca el llamado corral de Quivicán, la cuarta Merced de Tierra otorgada en el Centro Sur de la Jurisdicción de San Cristóbal de La Habana. 
Más tarde en el 1700 se oficializó la fundación de la Villa, al surgir una pequeña comunidad rural alrededor de la Parroquia San Pedro Apóstol que en sus inicios era una pobre ermita de guano erigida en 1667 por el Obispo Juan de Santos Matías. En sus inicios su desarrollo económico se sustentó en la ganadería y sus derivados junto a una diversificada agricultura de subsistencia.
Tempranamente en torno a la primitiva hacienda del mismo nombre y en el extremo oeste de la finca llamada Pedroso, junto al camino real que daba a la costa sur; fueron asentándose monteros, jornaleros, capataces, artesanos, comerciantes, entre otros, constituyendo así el primitivo asentamiento que hoy es Quivicán.
Posteriormente, a la administración de este poblado, se le sumaron los corrales de Güiro Marrero y Güiro Boñigal. Con esto Quivicán se convierte en jurisdicción de la tenencia del gobierno de san Felipe y Santiago de Bejucal.

Bandera del municipio

A partir del siglo XVIII las producciones de viandas, vegetales y frutos menores caracterizan la zona. A inicios del siglo XIX es introducida en el municipio el cultivo del café y se percibe un auge de la producción cañera a mediados del mismo siglo. Cinco ingenios y varios trapiches se construyeron por aquel entonces, así como la vía férrea de San Agustín Mosquera.

## Etimología del nombre

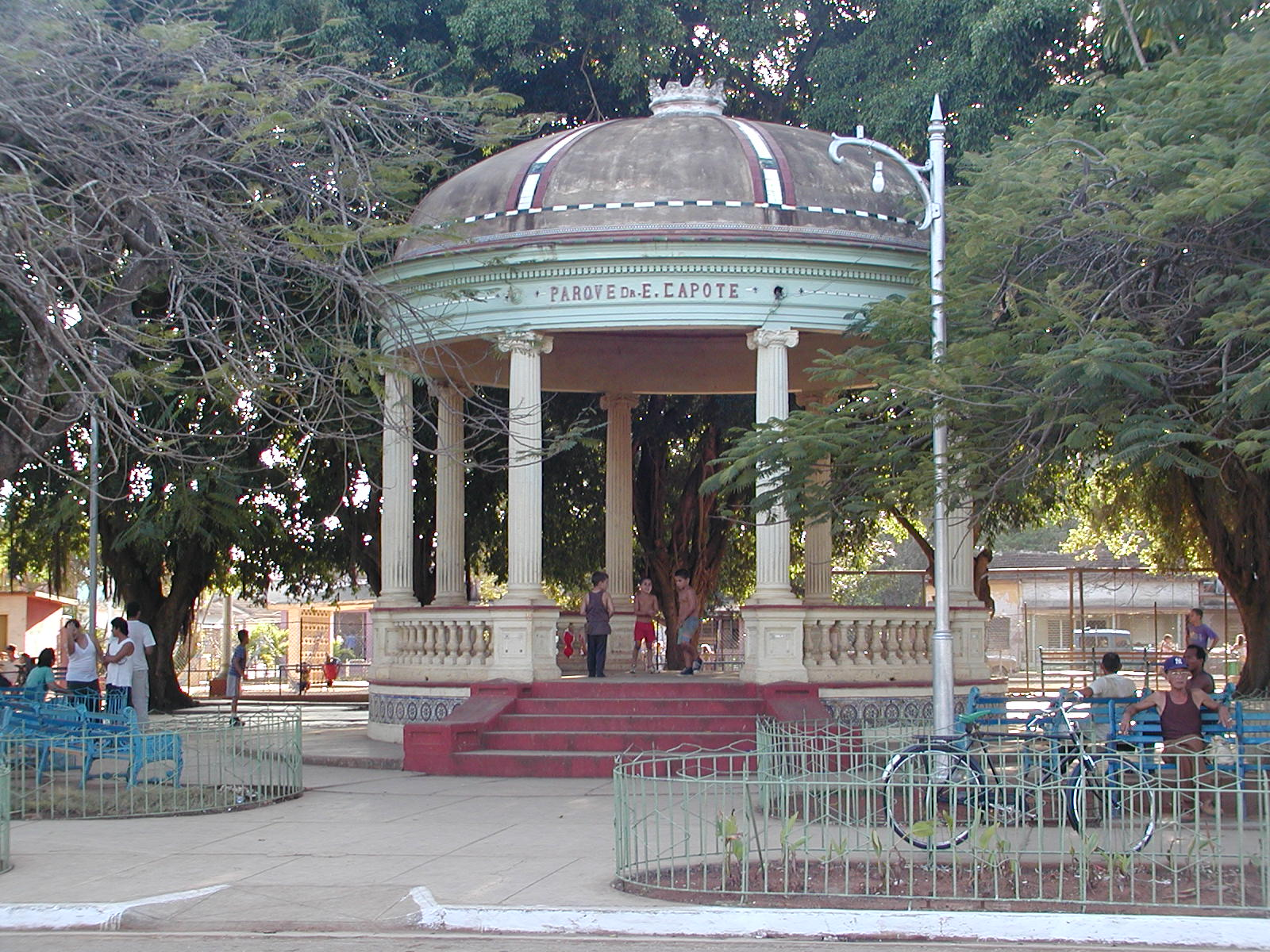
Glorieta del parque.

Con respecto al origen del nombre de Quivicán, varias fuentes afirman que proviene de un vocablo aborigen, que a la vez deriva de las palabras Quivey y Can. Quivey es un sustantivo común que nombra a una planta vulgarmente conocida como Revientacaballo; y Can, adjetivo que significa extenso.
Sin embargo otros estudiosos lo consideran como una alteración de Quiviján, palabra proveniente de la zona oriental del país. Sin embargo también se ha presentado la tesis que pretende basarse también en vocablos aborígenes para sugerir Laja Roja o Tierra Roja, la que tiene gran peso gracias al suelo eminentemente rojizo de esta zona.

## Economía

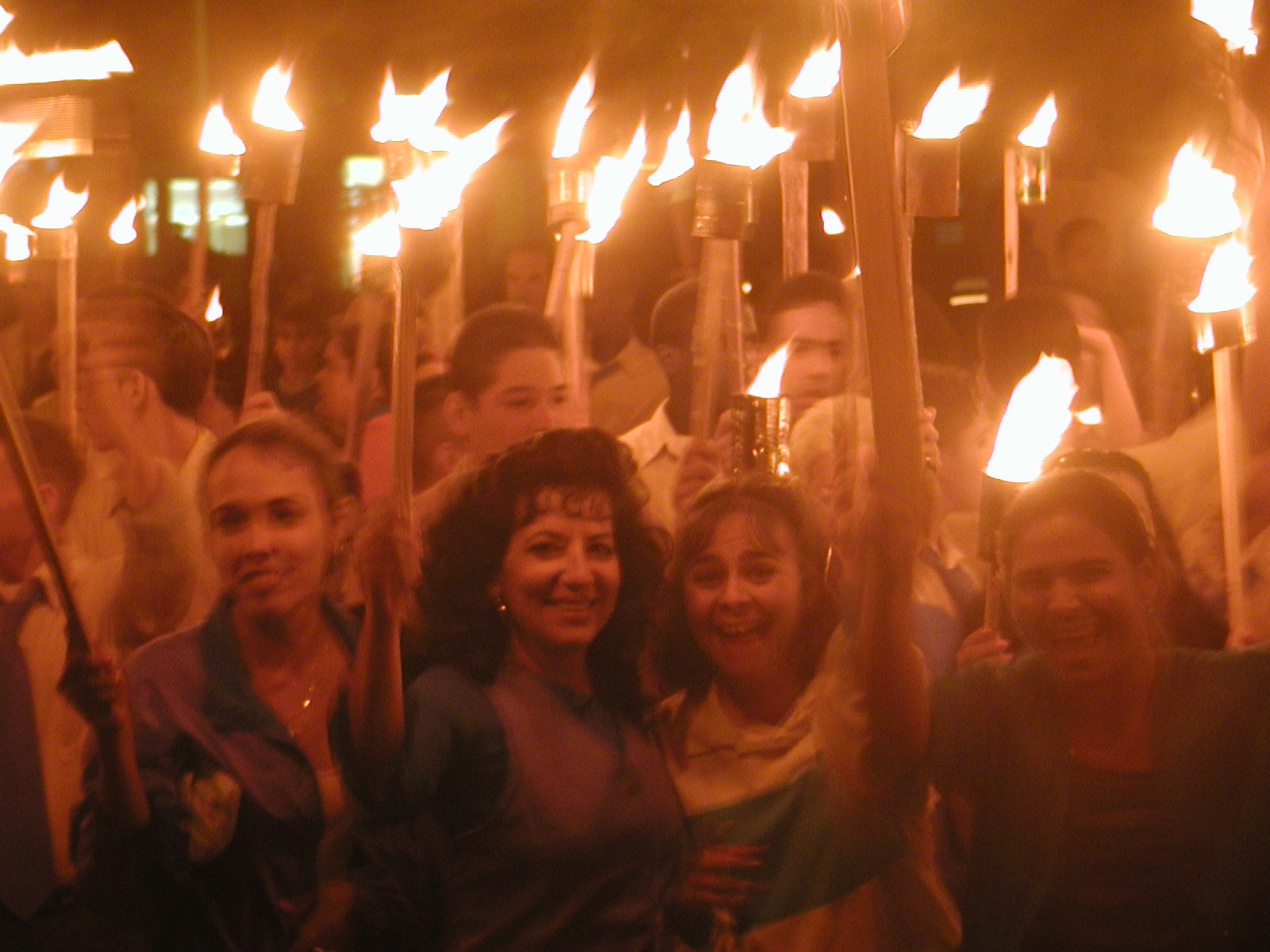
Marcha de las antorchas en el municipio.

El desarrollo económico industrial del municipio se basa en la producción agrícola. Se destaca el cultivo de la caña y la producción azucarera; cultivos muy variados, desde viandas y frutales hasta hortalizas. También se destaca la producción tabacalera, contando el municipio con una despalilladora y una tabaquería. 
Se encuentran en el territorio importantes centros de investigación científica dedicados al desarrollo del cultivo de la caña y sus derivados (entre ellos el papel de bagazo), además del Instituto de investigación hortícola "Liliana Dimitrova".

## Clima y Medio Ambiente

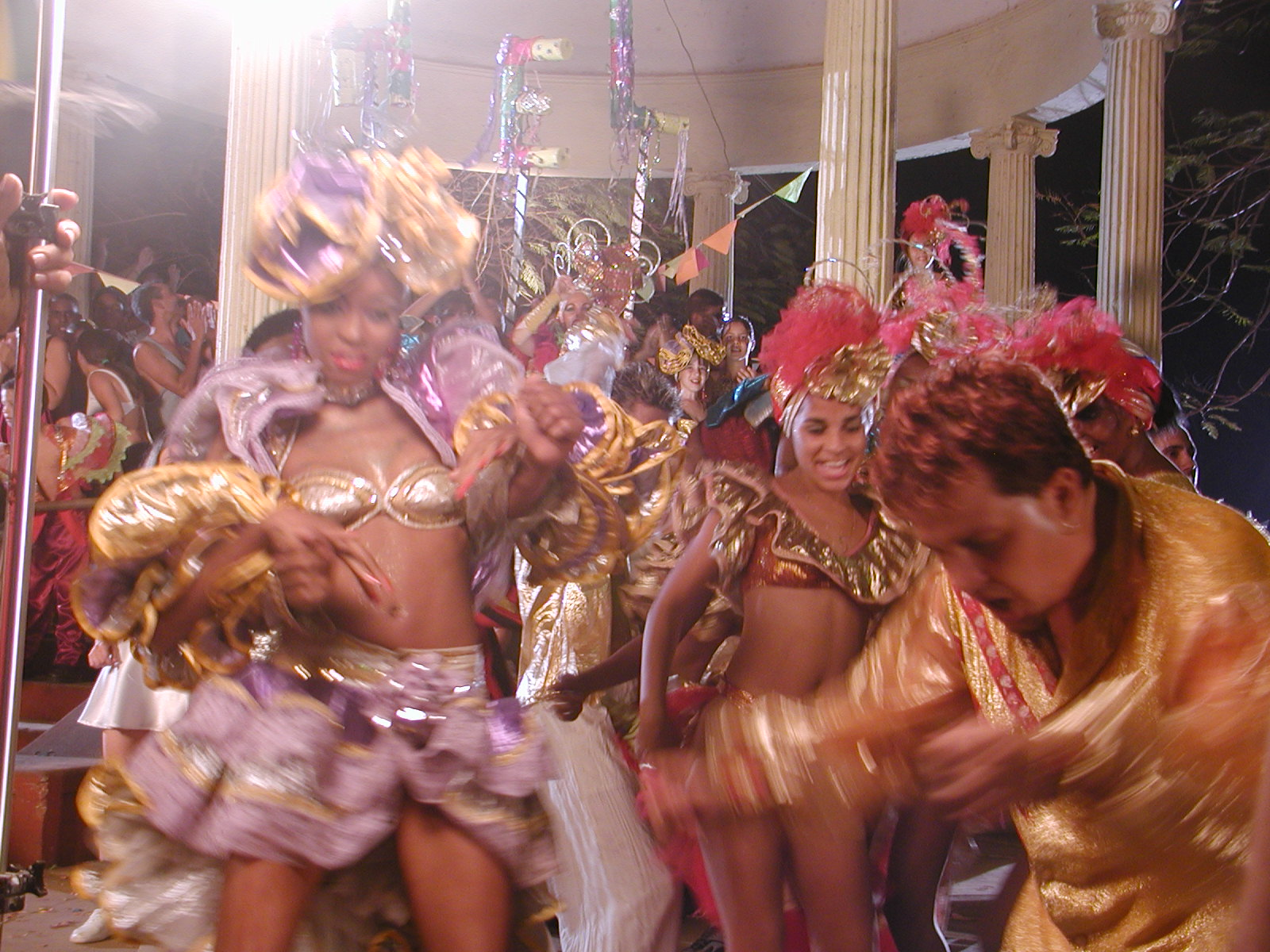
Actividad cultural en el parque central.

El territorio se caracteriza por un clima tropical húmedo, razón por la que en los meses de invierno la temperatura baja considerablemente más en esta zona que en otras localidades de la geografía cubana. Esto también es coadyuvado por el drenaje sub-superficial e intermitente del río Quivicán, el cual ha propiciado además la formación de varias cuevas y complejos cavernosos, muchos de los que resultan inundados por las corrientes del manto freático, y en los que también se han hallado fósiles de una especie nunca antes encontrada. 
El municipio goza de innumerables bienes naturales de valores geográficos y fisiográficos. Los recursos forestales se calculan 3812.72 ha de bosques naturales y 306.91 ha de plantaciones y el 14 % del área total es de vegetación boscosa. 
Quivicán cuenta con la afluencia de dos ríos: el Quivicán, ya mencionado, también llamado Aguas Verdes, y el San Felipe. Ambos tienen la peculiaridad de un drenaje superficial intermitente. Sus recursos hidráulicos de agua subterránea abarcan las cuencas Güira-Quivicán y Batabanó.

## Demografía
En el 2017 el municipio tenía una población estimada de 29.999 habitantes. Con un área total de 283 km² tiene una densidad poblacional de 103.4/km².

## Religión

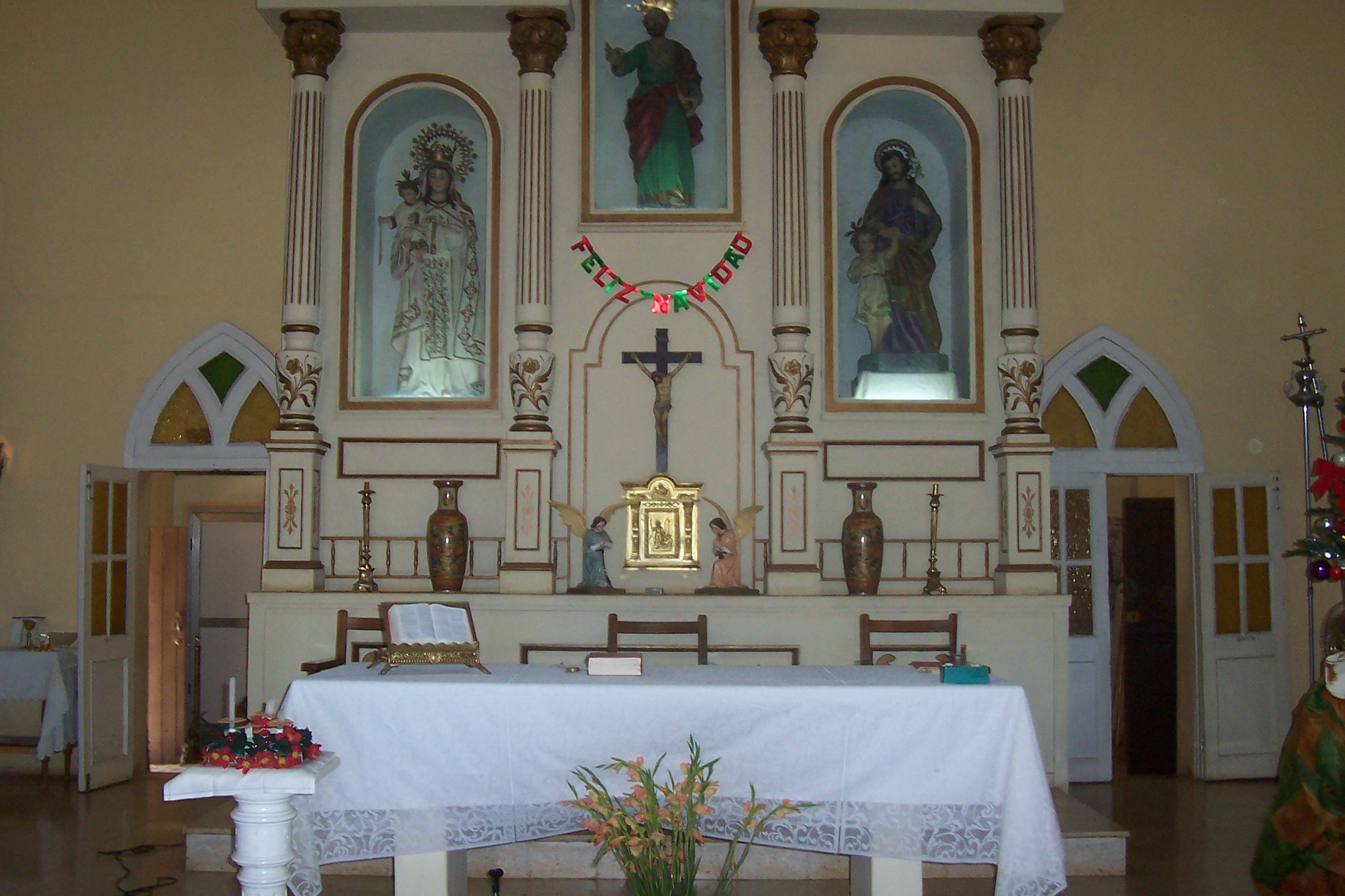
Vista interior de la Iglesia Parroquial.

La Iglesia católica es la de mayor extensión y alcance entre la población creyente, contando con el mayor número de fieles y bautizados. Existen iglesias católicas también en las localidades de La Salud y San Felipe, y misiones en demás asentamientos. Pero también se encuentran presentes nuevos grupos o confesiones religiosas de reciente aparición como la iglesia bautista, la iglesia adventista, algunos grupos pentecostales, y testigos de Jehová. También son bien manifiestas las creencias religiosas afro-cubanas.
Gran parte de la población se muestra indiferente respecto a la religión, y otra porción se confiesa atea.
Resalta también la existencia de fraternidades y hermandades como la Masonería y la orden Caballeros de la Luz.